# Baltische Landeswehr

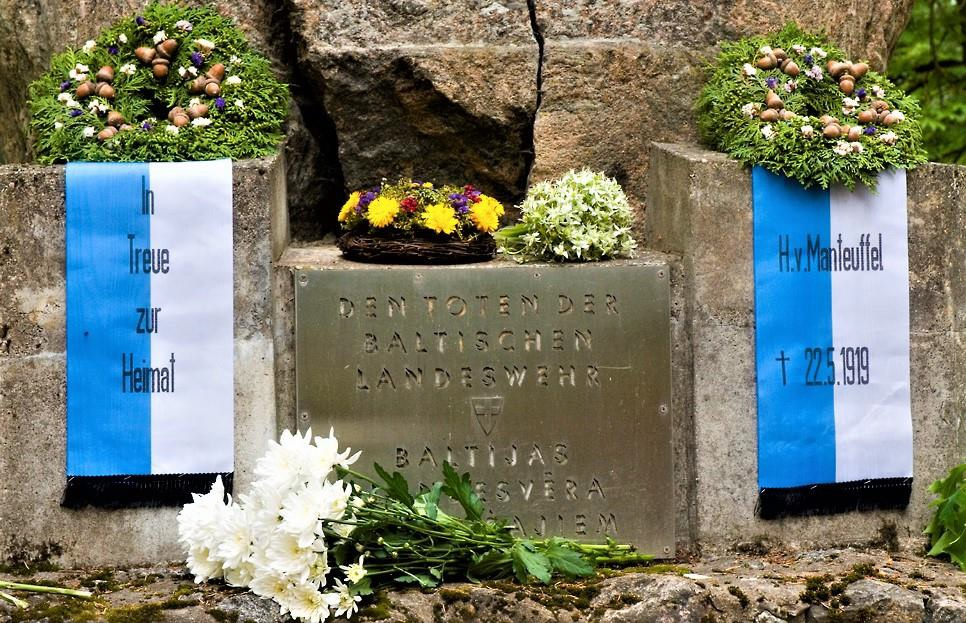
Denkmal auf dem Waldfriedhof (Riga)

Die Baltische Landeswehr war ein nach dem Ersten Weltkrieg gebildeter militärischer Verband im Baltikum. Sie bestand von 1918 bis 1920. In ihren Reihen dienten zum Großteil deutschbaltische Freiwillige. Im Lettischen Unabhängigkeitskrieg wurde die Landeswehr vor allem gegen Truppen der Bolschewiki beziehungsweise die Rote Armee eingesetzt.
Nachdem die aus diesen Wirren entstandene Republik Lettland 1920 einen Friedensvertrag mit Sowjetrussland abgeschlossen hatte, ging die Baltische Landeswehr in den Streitkräften Lettlands auf.

## Ursachen und Art der Konflikte im Baltikum 1918 und 1919
Das Baltikum war Teil des Russischen Kaiserreiches gewesen. Nach der Oktoberrevolution von 1917 brach in Russland ein Bürgerkrieg aus.
Als sich die Niederlage Deutschlands im Ersten Weltkrieg abzeichnete, schien auch dort eine Revolution bevorzustehen. Im Augenblick der Paralysierung dieser beiden bestimmenden Mächte im Baltikum strebten die dort ansässigen Völker nach staatlicher Unabhängigkeit. Die Regierungen der Entente-Mächte förderten die Entstehung neuer Staaten in Osteuropa als sogenannter Cordon sanitaire zwischen Deutschland und Russland. Gleichzeitig wurden jedoch die „weißen“ russischen Armeen der Gegenrevolution unterstützt, welche die Unabhängigkeit der Randstaaten nicht anerkannten. Auch die Mehrheit der deutsch-baltischen Politiker zog eine Zugehörigkeit zu einem restaurierten Russland oder einen baltischen Kantonalstaat der nationalstaatlichen Lösung vor.
Auf dem Gebiet Lettlands wurden die Kämpfe um die zukünftige Staatsform und die territoriale Zugehörigkeit geführt. Es ging jedoch auch um Machtpositionen und Einfluss der Großmächte. Außerdem spiegelte sich ein Kampf zwischen monarchistischen, sozialistischen und demokratischen Kräften, der quer durch alle Kriegsparteien ging. Die Mehrheit der lettischen Bevölkerung erhoffte sich anfangs von den Bolschewiki nicht nur nationale Unabhängigkeit, sondern auch die Entmachtung der deutsch-baltischen Großgrundbesitzer.
Die eigentlichen Kämpfe wurden mit relativ kleinen und meist wenig ausgebildeten Armeen geführt.
Die Opfer in der Zivilbevölkerung waren weitaus größer als die Verluste der kämpfenden Truppen. Die Todesopfer der Terrormaßnahmen der Roten Armee in Lettland werden mit 5000 bis 7000 Personen beziffert. Nach dem statistischen Amt der Stadt Riga starben 1919 dort in den fünf Monaten bis Juni 8590 Einwohner an Hunger und Seuchen.
In den zurückeroberten Gebieten nahmen Landeswehr und Freikorps grausame Rache. Durch Standgerichte wurden Kriegsgefangene, Partisanen und Funktionäre der Räteregierung zum Teil auf bloßen Verdacht hin erschossen. In den Städten Windau, Goldingen und Mitau wurden etwa 1250 Personen getötet. Nach der Rückeroberung von Riga wurden nach Pressemitteilungen 2000 bis 4000 Personen erschossen.

## Entstehung
Ende November 1918 bereiteten die Bolschewiki eine Invasion des Baltikums vor. Aufgrund von inneren revolutionären Unruhen glaubte die deutsche Armee, eine solche nicht aufhalten zu können. Deshalb genehmigte das deutsche Armeeoberkommando 8 am 11. November 1918 dem Baltischen Regentschaftsrat die Aufstellung einer freiwilligen einheimischen Schutztruppe für den Kampf gegen den Bolschewismus. Die Werbeaufrufe erlangten großen Widerhall bei den deutschbaltischen und russischen Minderheiten. Lettische Freiwillige meldeten sich nur zögernd – die Stimmung neigte eher den Bolschewiki zu, deren Armeen gerade auf baltisches Gebiet vorrückten.
Nach der Ausrufung der Republiken Estland und Lettland durch bürgerliche Regierungen wurde auch der Versuch, ein Vereinigtes Baltisches Herzogtum zu bilden, aufgegeben. In Estland entstand das sogenannte Baltenregiment aus deutsch-baltischen Freiwilligen deshalb im Rahmen der estnischen Armee.
In Lettland hingegen vermieden die deutsch-baltischen Organisationen eine offizielle Anerkennung des neuen Staatswesens. Die Baltische Landeswehr unterstand also militärisch der deutschen Besatzungsmacht, politisch waren die baltischen, lettischen und russischen Teileinheiten jedoch unabhängig und verfolgten auch verschiedene Ziele.
Die Landeswehr war zu diesem Zeitpunkt neben der Eisernen Brigade (später Eiserne Division) die einzige kampfkräftige Truppe zum Schutz des lettischen Staatsgebietes.
Großbritannien als Siegermacht des Weltkrieges verpflichtete am 23. Dezember 1918 die deutsche Armee für den Schutz Lettlands gegen die Bolschewiki. Dies führte dazu, dass die Landeswehr planmäßig ausgebaut wurde.
Die im deutschen Heer dienenden Baltendeutschen wurden in die Landeswehr eingegliedert. Außerdem wurden nun auch im deutschen Reich Freiwillige angeworben. In einem Vertrag vom 29. Dezember sicherte die Regierung Ulmanis den Freiwilligen, die sich mindestens vier Wochen am Kampf zur Befreiung des Landes von den Bolschewiki beteiligten, die lettische Staatsangehörigkeit zu. Die baltische Ritterschaft, also die Standesvertretung der deutsch-baltischen Großgrundbesitzer, stellte ein Drittel ihres Landbesitzes zur Besiedlung durch deutsche Freiwillige zur Verfügung.
Die ersten Gefechte der entstehenden Truppe waren nicht erfolgreich. Sie musste sich vor den bolschewistischen lettischen Schützenregimentern zurückziehen. Am 4. Januar 1919 hielt eine sowjetische Regierung unter Peter Stutschka ihren Einzug in Riga. Ende Januar war nur noch ein kleines Gebiet um Libau von den deutschen Truppen besetzt. Hierher war auch die Regierung Ulmanis geflüchtet.

## Zusammensetzung

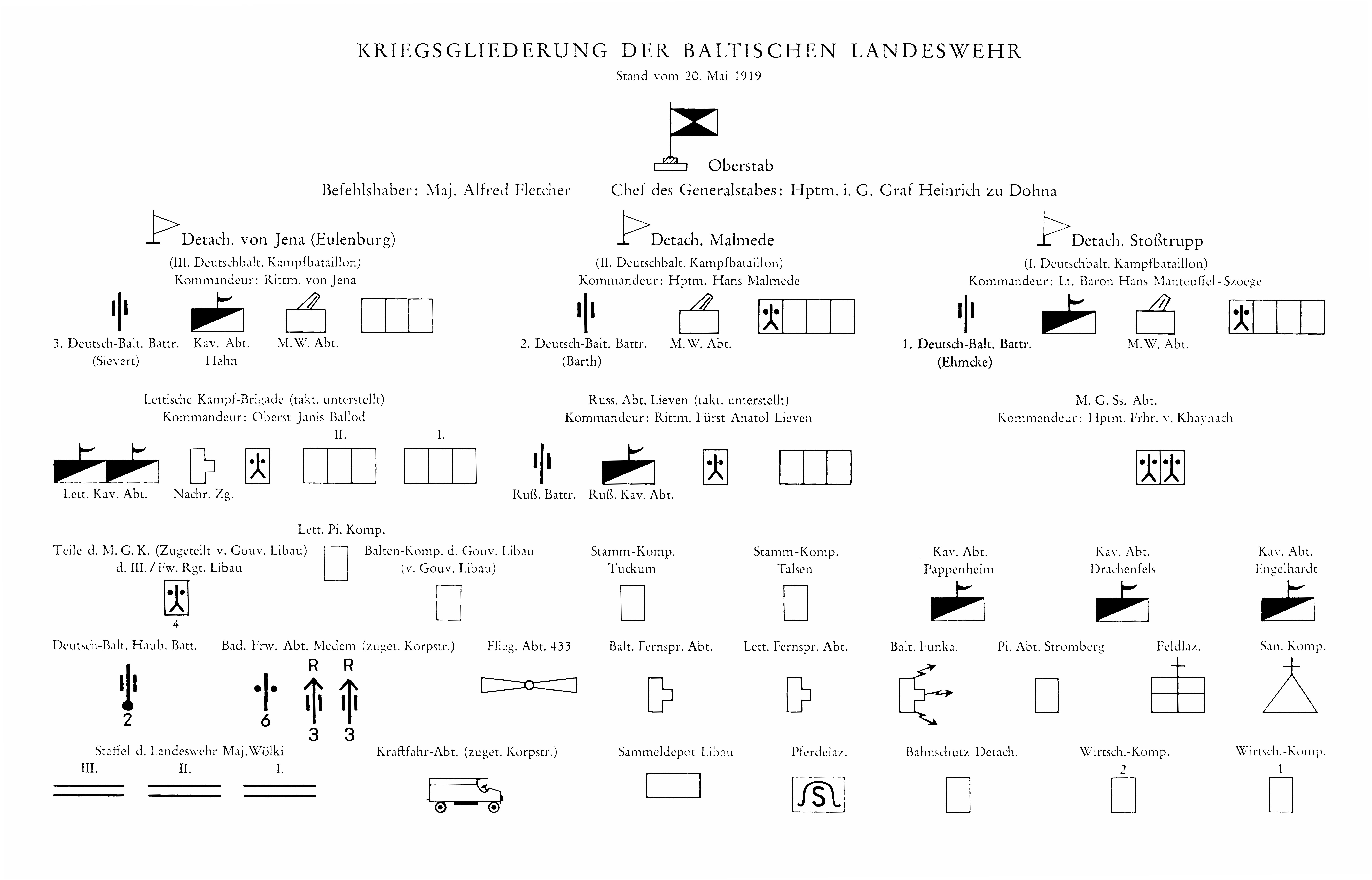
Gliederung am 20. Mai 1919

Die maßgebende politische Instanz war der Baltische Nationalausschuss. Eine Landeswehrkommission hatte die Funktion eines Kriegsministeriums. Der Oberstab der Landeswehr hatte die militärische Führungsgewalt. Uniformen waren je nach Nationalität deutsch oder russisch, Besoldung und Bewaffnung stellte bis Juli 1919 das Deutsche Reich. Anfangs war in vielen deutschbaltischen Einheiten die Kommandosprache Russisch, da die Offiziere aus der zaristischen Armee stammten. Bis Mitte Mai war die Landeswehr auf etwa 6100 Mann Verpflegungsstärke angewachsen. Davon dienten etwa 3600 Mann in den deutschbaltischen Einheiten, 400 Mann in der russischen Abteilung des Fürsten Lieven, 1700 Mann in der lettischen Brigade Balodis und 400 Mann in unterstellten reichsdeutschen Freikorps und Korpstruppen.

## Rückeroberung Kurlands
Anfang Februar 1919 übernahm Rüdiger von der Goltz den Befehl über das VI. Reserve-Korps in Libau. Neben der inzwischen ausgebauten Landeswehr unter Major Alfred Fletcher unterstanden dem Korps noch die Eiserne Division unter Major Josef Bischoff sowie die im Antransport begriffene 1. Garde-Reserve-Division. Der eigentliche Auftrag lautete, Ostpreußen gegen die Bolschewiken zu schützen. Mit Zustimmung der Entente wurde jedoch eine Offensive beschlossen, um eine bessere Verteidigungslinie zu erreichen. Für viele Angehörige der Landeswehr ging es darum, Familienangehörige vor dem roten Terror zu retten. Die Offensive wurde ein Erfolg und am 18. März 1919 wurde Mitau erobert.

## Baltenputsch am 16. April 1919
Die weitere Offensive auf Riga verzögerte sich aus politischen Gründen. Die Gegensätze zwischen Teilen der Ulmanis-Regierung und dem baltischen Nationalausschuss verschärften sich. Es ging dabei hauptsächlich um die politischen Privilegien und den Besitz der deutschen Großgrundbesitzer.
Nach Ansicht der jüngeren Generation der Deutsch-Balten verfocht der Nationalausschuss die eigenen Interessen nicht zielstrebig genug. Hans Baron von Manteuffel-Szoege erreichte es, dass sein Bataillon nach Libau zur Auffrischung verlegt wurde. Im Rahmen einer Gefechtsübung ließ er kurzerhand die Lettische Regierung verhaften. Ulmanis konnte in die englische Botschaft fliehen. Im Lande folgten Unruhen und ein Streik der Beamtenschaft. Von der Goltz ließ den Ausnahmezustand verhängen. Manteuffel-Szoege wurde auf Druck der Entente seines Kommandos enthoben. Die Verhandlungen mit Ulmanis über eine neue Regierung unter Mitwirkung der deutsch-baltischen und rechten lettischen Parteien zerschlugen sich. Schließlich wurde eine deutschfreundliche Regierung unter dem Pastor Andrievs Niedra eingesetzt, welche in den Augen der Öffentlichkeit wenig mehr als eine Marionettenregierung darstellte.

## Einnahme Rigas

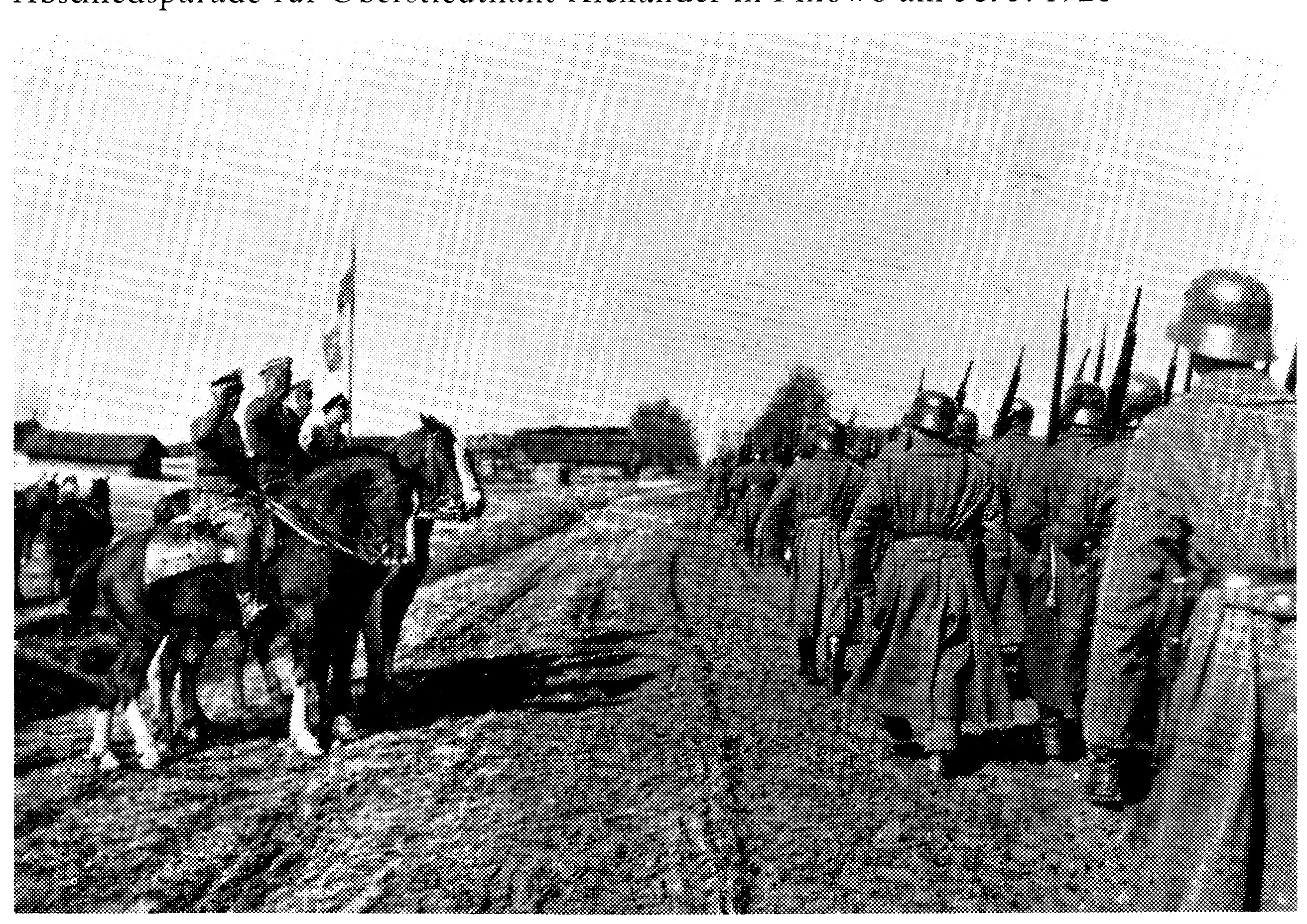
Abschiedsparade für Oberstleutnant Alexander am 22. März 1920

Die deutsche Regierung verbot ein Vorgehen über die erreichte Linie und befahl den Abzug der kampfstärksten Einheit, der 1. Garde-Reserve-Division. Noch bevor diese Division verladen war, wurde eine Operation auf Riga aus eigenem Entschluss des Korps durchgeführt. Am 22. Mai gelang ein Handstreich der Landeswehr auf Riga, während reichsdeutsche Verbände die rechte Flanke bei Bauske gegen einen Umfassungsversuch hielten. Am Ende der Schlacht waren große Teile der sowjetlettischen Armee aufgerieben, die Regierung der Lettischen Sowjetrepublik eilig nach Dünaburg geflohen. In Riga, wo bereits eine Hungersnot drohte, wurden etwa 18.000 politische Gefangene befreit. Amerikanische Schiffe brachten Lebensmittel in die Stadt. Durch den schnellen Vormarsch konnten viele Rotarmisten und Sowjetfunktionäre die Stadt nicht mehr rechtzeitig verlassen und versteckten sich unter der Zivilbevölkerung. Die folgende Ermordung echter und vermeintlicher Bolschewiki durch die Landeswehr stieß auf starke internationale Kritik.

## Schlacht von Wenden
Die Regierung Niedra drängte nun darauf, das gesamte Staatsgebiet Lettlands von den sowjetischen Truppen zu säubern, um so ihren Staat zu konsolidieren. In Nordlettland kam es jedoch zum Zusammenstoß mit Truppen der estnischen Republik, welche die Regierung Niedra nicht anerkannte und eine deutsche Machtbildung fürchtete. Nach langen erfolglosen Verhandlungen und Vermittlungsversuchen der Ententemächte kam es schließlich am 22. Juni 1919 zur Schlacht von Wenden (lettisch: Cēsis) in deren Folge die Landeswehr sich auf Riga zurückziehen musste. Diese Schlacht bedeutete das Ende der Vormachtstellung der Deutschbalten. Angesichts der aussichtslosen Lage wurde auf Drängen der Amerikaner in der alliierten Kontrollkommission am 3. Juli der Waffenstillstandsvertrag von Strasdenhof bei Riga unterzeichnet. Die Regierung Niedra trat zurück und Ulmanis bildete eine neue Regierung, in der zu Beginn auch zwei baltendeutsche Minister vertreten waren.

## Feldzug in Lettgallen
Nach den Bestimmungen des Waffenstillstands unterstand die Landeswehr nun dem lettischen Oberkommando. Alle Reichsdeutschen mussten die Truppe verlassen. Außerdem wurde der Oberstleutnant und spätere britische Feldmarschall Harold Alexander zum Kommandeur der Einheit bestimmt.
Die lettische Brigade unter Oberst Balodis und die russische Abteilung Lieven schieden aus dem Verband aus. Am 22. August 1919 wurde die umgegliederte Landeswehr dann an die sowjetische Front in Lettgallen verlegt. Die Stellungskämpfe dauerten bis zum Januar 1920. Danach wurde mit der verbündeten polnischen Armee unter dem General Rydz-Smigly eine neue Offensive gestartet. Der Angriff führte über Rossitten bis zum Grenzfluss Zilupe (russisch Sinjaja oder Sinjucha).
Am 1. April 1920 wurde die Baltische Landeswehr zum lettischen 13. Tuckumschen Infanterieregiment mit deutscher Kommandosprache umformiert. Sie hörte damit auf zu bestehen.

## Gedenken

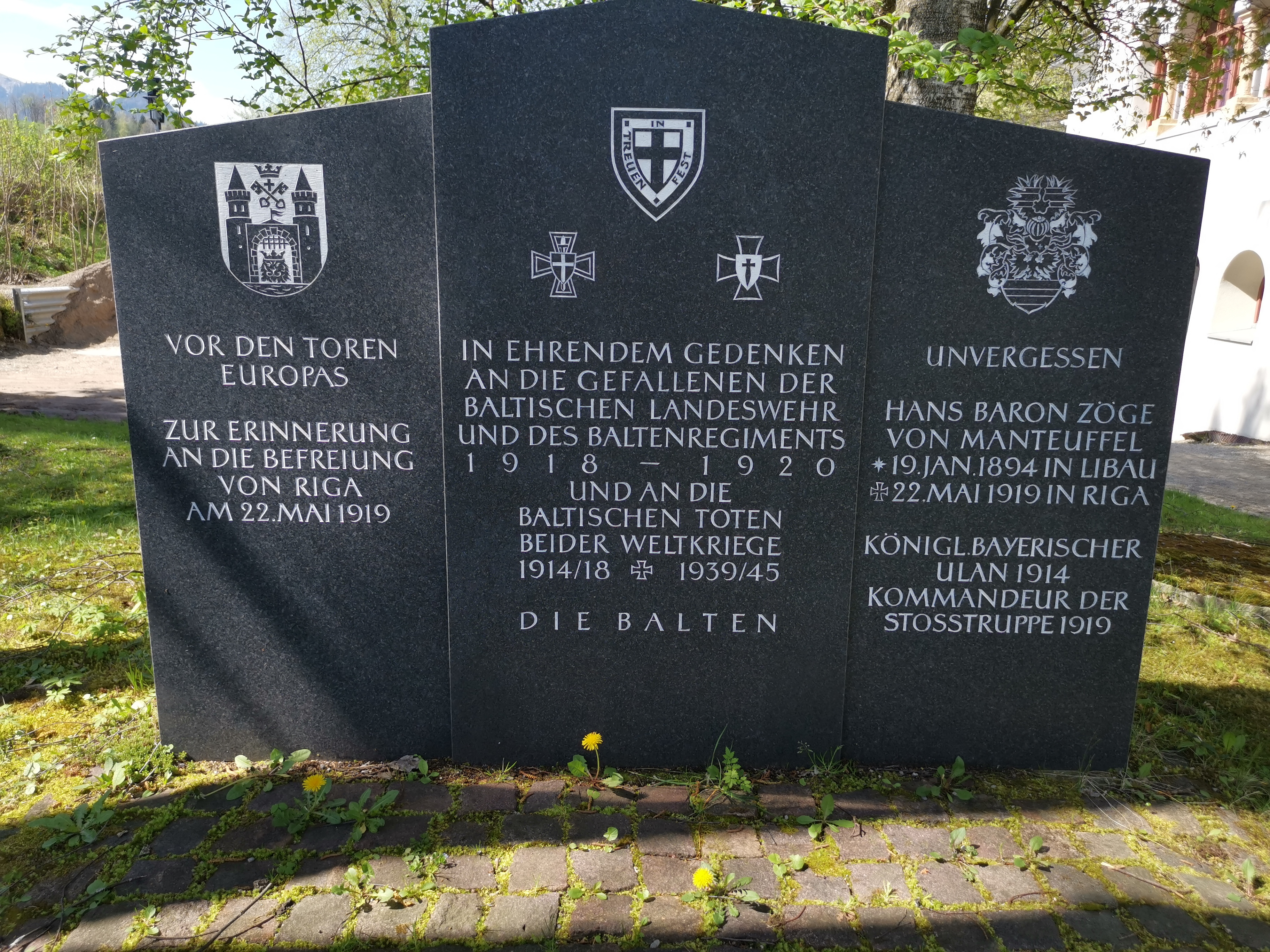
Denkmal in Schliersee

1929 wurde auf dem Waldfriedhof von Riga ein Denkmal für die Gefallenen der Landeswehr errichtet, das jedoch kurz darauf von Unbekannten, vermutlich lettischen Nationalisten, gesprengt wurde. Ein an gleicher Stelle noch im selben Jahr erstelltes neues Denkmal, das von einem großen Findling beherrscht wurde, wurde beim Einmarsch der Roten Armee nach Ende des Zweiten Weltkriegs zerstört. Im Jahr 2001 veranlasste der Volksbund Deutsche Kriegsgräberfürsorge mit Unterstützung der Deutsch-Baltischen Landsmannschaft eine Teilrestaurierung, wobei die Fragmente des gesprengten Findlings mit Stahlschrauben wieder zusammengesetzt wurden. Von lettischer Seite gab es keinerlei negative Reaktionen auf die Neuerrichtung. Finanzierung und Wiedererrichtung lag in den Händen des Deutschbaltisch-Lettischen Zentrums Domus Rigensis. Mit der Pflege der Gedenkstätte ist das Brüderfriedhöfekomitee Lettlands betraut, das auch eine nahegelegene, ebenfalls 2001 wiedererrichtete Gedenkstätte für deutsche Gefallene aus dem Zweiten Weltkrieg betreut.
In seiner Biographie Der falsche Prinz gibt Harry Domela Einblicke in das Innenleben der Baltischen Landwehr, deren Mitglied er war.